# 278-as busz (Budapest)
A budapesti 278-as jelzésű autóbusz Csepel, Szent Imre tér és Szigetszentmiklós, Szabadság utca között közlekedik. A vonalat a MÁV Személyszállítási Zrt. üzemelteti.

## Története
A járat 2014. augusztus 25-én indult, miután a BKK átszervezte Szigetszentmiklós közlekedését és néhány járatot átvett a Volánbusztól.

## Útvonala
| Szigetszentmiklós, Szabadság utca felé |
| Csepel, Szent Imre tér vá. – Károli Gáspár utca – II. Rákóczi Ferenc út – Szigetszentmiklós, új átkötő út – Leshegy utca – 5102. sz. út – Petőfi Sándor utca – Szabadság utca, forduló – Szigetszentmiklós, Szabadság utca vá.                               |
| Csepel, Szent Imre tér felé |
| Szigetszentmiklós, Szabadság utca vá. – Szabadság utca, forduló – Petőfi Sándor utca – 5102. sz. út – Leshegy utca – Szigetszentmiklós, új átkötő út – II. Rákóczi Ferenc út – Vermes Miklós utca – Kiss János altábornagy utca – Csepel, Szent Imre tér vá. |

## Megállóhelyei
| 0                                               | Csepel, Szent Imre tér végállomás            | 33 | 35, 36, 38, 38A, 71, 138, 148, 151, 152, 159, 179, 238 688, 690                          |
| ∫                                               | Kiss János altábornagy utca                  | 32 | 38, 38A, 71, 138, 152, 159, 179, 238 688, 690                                            |
| 1                                               | Szent Imre tér H                             | 30 | 35, 36, 38, 38A, 71, 138, 148, 151, 152, 159, 179, 238 672, 673, 674, 675, 676, 688, 690 |
| 2                                               | Karácsony Sándor utca H                      | 28 | 36, 38, 38A, 71, 138, 148, 159, 179, 238 672, 673, 674, 675, 676, 688, 690               |
| 5                                               | Csepel H                                     | 26 | 38, 38A, 138, 238 672, 673, 674, 675, 676, 688, 690                                      |
| 6                                               | Erdősor utca                                 | 24 | 38, 38A, 138, 159, 238 673, 674, 690                                                     |
| 7                                               | Vas Gereben utca                             | 22 | 38, 38A, 138, 238 673, 674, 690                                                          |
| 8                                               | Tejút utca                                   | 21 | 38, 38A, 138, 238 672, 673, 674, 675, 676, 688, 690                                      |
| 9                                               | Csepeli temető                               | 19 | 38, 38A, 138, 238 672, 673, 674, 675, 676, 690                                           |
| 10                                              | Fácánhegyi utca                              | 18 | 38, 38A, 138, 238 673, 674, 675, 676, 690                                                |
| 11                                              | Szilvafa utca                                | 15 | 38, 38A, 138, 238 690                                                                    |
| 12                                              | Almafa utca                                  | 14 | 38, 38A, 138, 238 690                                                                    |
| 13                                              | Vízművek lakótelep                           | 13 | 38, 38A, 138, 238 690                                                                    |
| 14                                              | Hárosi Csárda                                | ∫  | 38, 38A, 138, 238, 279, 279B, 280, 280B 690                                              |
| Budapest–Szigetszentmiklós közigazgatási határa |                                              |    |                                                                                          |
| 18                                              | Leshegy utca                                 | 8  | 279, 279B, 280, 280B 691                                                                 |
| 19                                              | Leshegy Ipari Park                           | 6  | 279, 279B, 280, 280B 673, 691                                                            |
| 23                                              | Massányi úti lakópark                        | 1  | 38, 238, 279, 279B, 280, 280B                                                            |
| 24                                              | Szigetszentmiklós, Szabadság utca végállomás | 0  | 38, 238, 279, 279B, 280, 280B 689, 691                                                   |